# Liste der Kulturdenkmäler in Glanbrücken
In der Liste der Kulturdenkmäler in Glanbrücken sind alle Kulturdenkmäler der rheinland-pfälzischen Ortsgemeinde Glanbrücken mit den Ortsteilen Hachenbach und Niedereisenbach aufgeführt. Grundlage ist die Denkmalliste des Landes Rheinland-Pfalz (Stand: 6. September 2022).

## Einzeldenkmäler
| Bezeichnung                        | Lage                                                           | Baujahr                           | Beschreibung | Bild                           |
| ---------------------------------- | -------------------------------------------------------------- | --------------------------------- | --- | ------------------------------ |
| Brücke                             | Hachenbach, Dorfstraße Lage                                    | 1751/52                           | dreibogige Sandsteinquaderbrücke über den Glan mit Flutbrechern, 1751/52, Architekt Bauschaffner Euler, Zweibrücken, hohe Flügelmauer von 1789 | Fotos hochladen                |
| Evangelische Kirche                | Niedereisenbach, Am Eisenbach 1 Lage                           | 1336                              | mittelalterlicher Saalbau mit Chorturm, 1336, bezeichnet 1521 (eventuell Umbau), Westgiebel 1754 erneuert | weitere Bilder Fotos hochladen |
| Kriegerdenkmal                     | Niedereisenbach, Am Eisenbach, bei Nr. 1 auf dem Kirchhof Lage | erste Hälfte des 20. Jahrhunderts | Kriegerdenkmal 1914/18 | Fotos hochladen                |
| Kellbachsche Mühle                 | Niedereisenbach, An den Mühlen 10/11 Lage                      | 1358                              | 1358 erstmals erwähnt, 1823 geteilt; Nr. 10 ehemalige Ölmühle, um Wohntrakt erweitert, rechtwinklig Ökonomietrakt, hölzernes Wasserrad; Nr. 11 zweieinhalbgeschossiges Mühlengebäude, 1863, technische Ausstattung aus den 1920er und 1950er Jahren; Stallscheune mit dreischiffigem Stall, 1869; ortsbildprägend | Fotos hochladen                |
| Wappenstein                        | Niedereisenbach, Friedhofstraße, an Nr. 4 Lage                 | 1629                              | Doppelwappen der Freiherren von Kellenbach, bezeichnet 1629; vom alten Hofhaus zwei ehemalige Konsolsteine | Fotos hochladen                |
| Bahnhof Niedereisenbach-Hachenbach | Niedereisenbach, Glantalstraße 7/9 Lage                        | 1904                              | Quaderbau, eingeschossiges Lagerhaus mit Rampe, separates Abortgebäude, 1904; ortsbildprägend | Fotos hochladen                |
| Quereinhaus                        | Niedereisenbach, Kirrweilerstraße 14 Lage                      | 1782                              | Quereinhaus 1782, Erweiterung 1786, Stallscheune 1857 | Fotos hochladen                |